# Maria Antonietta con un libro
Il ritratto di Maria Antonietta con un libro è un dipinto a olio su tela (3,200x2,321 cm) di Élisabeth Vigée Le Brun, eseguito nel 1788 e conservato nella reggia di Versailles, in Francia.

## Descrizione

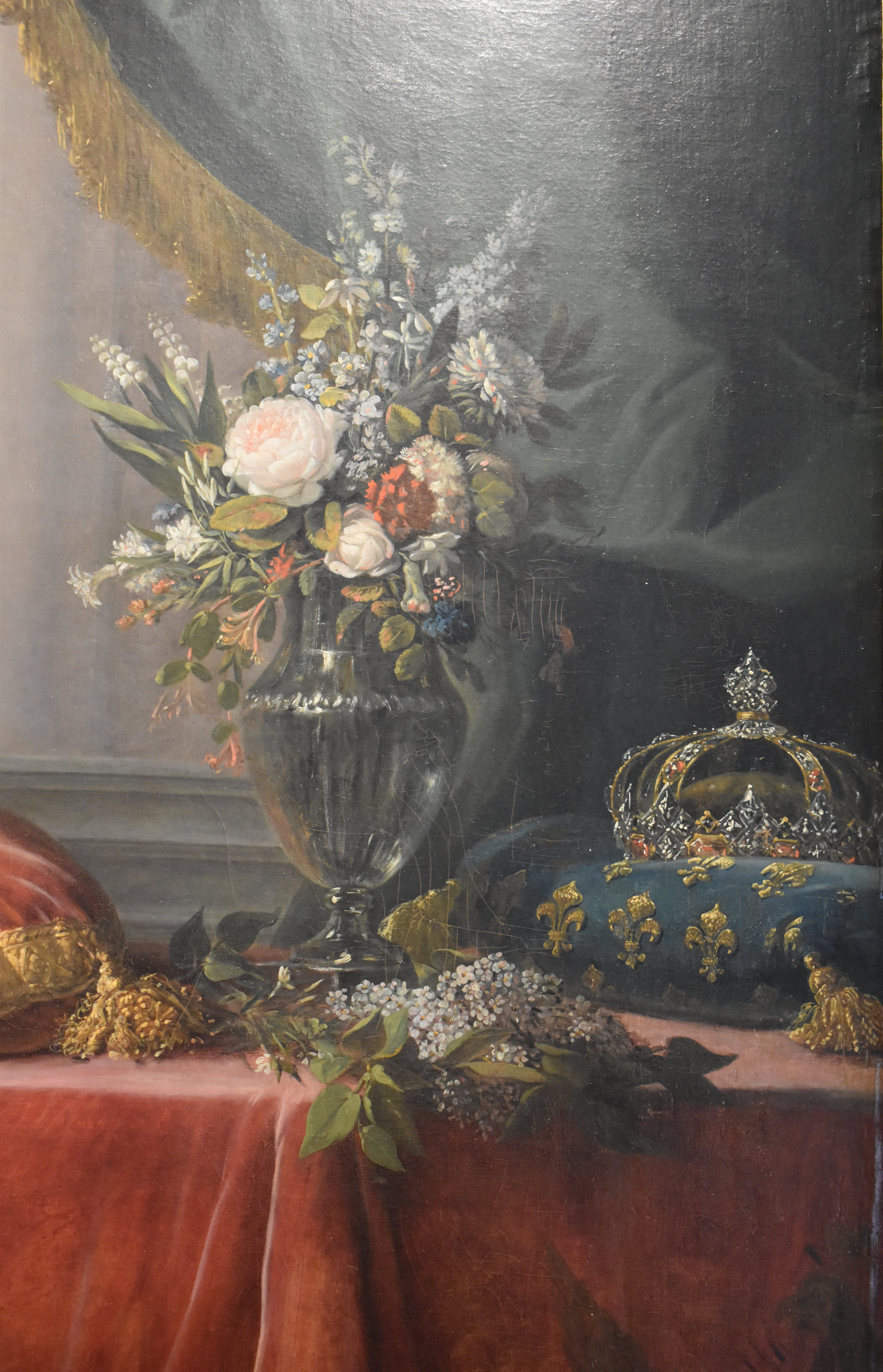
Particolare dei fiori e della corona.

Il ritratto di Maria Antonietta con un libro è l'ultimo ritratto ufficiale della regina Maria Antonietta, eseguito da Élisabeth Vigée Le Brun nel 1788 e conservato nella reggia di Versailles, in Francia. L'opera fu molto lodata, in quanto la somiglianza con la regina è sorprendente.
Maria Antonietta è ritratta nella reggia di Versailles, vestita a lutto dopo la morte della sua quartogenita, Sofia, nel 1787. L'abito della regina è molto semplice: la regina adottò questo stile dopo lo scandalo della collana, che lasciò la sua reputazione completamente compromessa. La regina indossa un cappello nero con piume bianche, ed un velo le scende lungo la schiena, la collana e gli orecchini che indossa sono di diamanti. Con la mano destra la regina regge un libro dalla copertina rossa, con la mano sinistra invece è appoggiata ad un tavolo, nel ritratto sono presenti i simboli della regalità della regina, infatti c'è una corona sul lato del quadro e ad affiancarla c'è un vaso di fiori. I piedi della regina sono poggiati su un cuscino di velluto rosso.
Il ritratto intende esaltare la figura di regina di Maria Antonietta, infatti l'effetto del quadro è quello di mostrare la sua vicinanza al popolo con la semplicità.